# Thymosiopsis conglomerans
Thymosiopsis conglomerans is een sponssoort in de taxonomische indeling van de gewone sponzen (Demospongiae). Het lichaam van de spons bestaat uit kiezelnaalden en sponginevezels, en is in staat om veel water op te nemen. 
De spons behoort tot het geslacht Thymosiopsis en behoort tot de familie Chondrillidae. De wetenschappelijke naam van de soort werd voor het eerst geldig gepubliceerd in 2000 door Vacelet,Borchiellini,Perez,Bultel-Poncé,Brouard & Guyot.